# پایگاه نیروی هوایی پاکستان در میان‌والی
 پایگاه نیروی هوایی پاکستان در میان‌والی (به انگلیسی: PAF Base Mianwali) یک فرودگاه نظامی با کد یاتا MWD است که یک باند فرود آسفالت دارد و طول باند آن ۳۰۹۷ متر است. این فرودگاه در کشور پاکستان قرار دارد و در ارتفاع ۲۱۰ متری از سطح دریا واقع شده است.